# 3024
3024(삼천이십사)는 3023보다 크고 3025보다 작은 자연수다.

## 수학
- 합성수로, 그 약수는 총 40개다.[a]
  - 3024의 진약수의 합은 6896이므로, 3024는 과잉수다.
- {\displaystyle 3024=54\times 56}
  - 연속하는 두 짝수의 곱으로 나타낼 수 있으며, 이 성질을 지닌 앞의 수는 2808, 다음 수는 3248이다.
- {\displaystyle 3024=6\times 7\times 8\times 9}
  - 연속하는 네 자연수의 곱으로 나타낼 수 있으며, 이 성질을 지닌 앞의 수는 1680, 다음 수는 5040이다.
- {\displaystyle 3024=2^{3}+3^{3}+4^{3}+5^{3}+6^{3}+7^{3}+8^{3}+9^{3}+10^{3}}
  - 연속하는 자연수 9개의 세제곱합으로 나타낼 수 있으며, 이 성질을 지닌 앞의 수는 2025, 다음 수는 4347이다.
- {\displaystyle 3024=55^{2}-1}

## 과학
- NGC 3024: 사자자리 방향에 있는 나선은하.
- 3024 하이난: 소행성.

## 군사
- U-3024(영어판, 독일어판): 제2차 세계 대전에 사용된 나치 독일의 군용 잠수함.

## 기타
- 연도: 3024년, 기원전 3024년

## 같이 보기
- 3000